# Ростокино (платформа, Ярославское направление МЖД)
Росто́кино (до 20 февраля 2020 года Северя́нин) — остановочный пункт Ярославского направления Московской железной дороги, расположенный в Ярославском районе города Москвы. Связан уличным переходом со станцией МЦК Ростокино, по которой получил новое название. Остановочный пункт был открыт в 1929 году, 6 сентября 2019 года в 400 метрах южнее были открыты новые платформы.

## Расположение
Расстояние от Ярославского вокзала до платформы составляет 7 км, время движения 14 минут.
В январе 2017 года начаты работы по строительству платформ на планируемом месте переноса остановочного пункта на 250 метров южнее и строительство крытой пересадки на станцию Ростокино МЦК. Новые платформы введены в эксплуатацию 6 сентября 2019 года.

### Топонимика
Платформа получила название по располагавшемуся в этом месте в середине XIX века одноимённому посёлку железнодорожников Северной железной дороги (ныне Ярославское направление Московской ЖД) Красный Северянин (в других источниках Красные Северяне).
По прежнему названию платформы были названы Северянинский путепровод, соединяющий проспект Мира, Ярославское шоссе и Северянинский проезд, проходящий параллельно платформе.
20 февраля 2020 года остановочный пункт был переименован из Северянина в Ростокино в рамках унификации названий станций метро и железных дорог, связанных пересадками.

## Характеристика
Новый остановочный пункт состоит (перечисляя с запада на восток) из двух островных (соответственно I, III пути и II, IV пути) и боковой (V путь) платформ. Имеются два вестибюля: северный надземный с выходом на проспект Мира возле южного торца старой платформы, и южный подземный, соединённый двухленточным эскалатором с павильоном у входа на станцию МЦК Ростокино.
В 2008 году старая платформа была оборудована турникетами. На новой платформе турникеты стоят с момента постройки.
Остановочный пункт частично находится в границах станции Лосиноостровская по II, IV путям. По остальным (I, III, V) путям находится на перегоне. До переноса в границах Лосиноостровской был только III, самый восточный из четырёх, путь.

### Платформа
3 платформы островного типа и 5 путей.
| Путь | Тип поезда    | Место назначения                | примечания                                                                      |
| ---- | ------------- | ------------------------------- | ------------------------------------------------------------------------------- |
| 1    | Электропоезд  | На Москву-Ярославскую           |                                                                                 |
| 3    | Электропоезд  | На Москву-Ярославскую           | В вечерние часы пик может вводиться реверсное движение по направлению из Москвы |
| 2    | Электропоезд  | На Мытищи, Балакирево и Фрязево |                                                                                 |
| 4    | Электропоезд  | На Мытищи, Балакирево и Фрязево |                                                                                 |
| 5    | экспресс РЭКС | На Москву-Ярославскую           |                                                                                 |

## Происшествия
19 апреля 2003 года недалеко от платформы произошла катастрофа: при столкновении дрезины ДМС-377 с хозяйственным поездом погибло два человека.

## Наземный общественный транспорт
Ближайшая к южному вестибюлю платформа остановка — «Станция МЦК Ростокино» — расположена на проспекте Мира рядом со стройплощадкой будущего ТПУ. Поблизости от северного вестибюля платформы располагается остановка «Северянинский путепровод» для электробуса № 93 в сторону метро «Медведково» и конечная для электробуса № т14.
На этой станции можно пересесть на следующие маршруты городского пассажирского транспорта:
- Автобусы: 93, 136, 244, 375, 536, 544, 604, 834, 903, т76
- Трамваи: 17

## Фотографии

### Старая платформа
| - Платформа Северянин зимой 2011 года - Платформа Северянин в 2007 г. - Платформа Северянин в 2016 г. - Старая платформа в сентябре 2019 года после закрытия |

### Новая платформа
|  |